# Strade Bianche 2025
Das Straßenradrennen Strade Bianche 2025 war die 19. Austragung des italienischen Eintagesrennens. Das Rennen fand am 8. März 2025 statt und ist Teil der UCI WorldTour 2025. Das Frauenrennen, Strade Bianche femminile, wurde zuvor am selben Tag ausgetragen.
Den Sieg sicherte sich der Slowene Tadej Pogačar (UAE Team Emirates-XRG), nachdem er sich rund 18 Kilometer vor dem Ziel im Colle Pinzuto von Thomas Pidcock (Q36.5 Pro Cycling Team) absetzte. Sein Vorsprung betrug schlussendlich eine Minute und 24 Sekunden. Platz drei ging an den Belgier Tim Wellens (UAE Team Emirates-XRG), der das Ziel mit einem Rückstand von zwei Minuten und zwölf Sekunden erreichte.

## Teilnehmende Mannschaften und Fahrer
Neben den 18 UCI WorldTeams gingen auch 4 UCI ProTeams bei dem Rennen an den Start. Für jede Mannschaft waren sieben Fahrer startberechtigt, wobei mit Matej Mohorič ein Fahrer des Team Bahrain Victorious nicht an den Start ging.
Mit Tadej Pogačar (UAE Team Emirates-XRG), Thomas Pidcock (Q36.5 Pro Cycling Team) und Michał Kwiatkowski (Ineos Grenadiers) nahmen drei ehemalige Sieger an der 19. Austragung teilnehmen.
Als Favoriten galten in erster Linie der Vorjahressieger und amtierende Weltmeister Tadej Pogačar. Als seine größten Herausforderer galten Thomas Pidcock, Lennert Van Eetvelt (Lotto), Richard Carapaz, Ben Healy (beide EF Education-EasyPost), Mikel Landa (Soudal Quick-Step), Attila Valter (Team Visma-Lease a Bike), Dylan Teuns (Cofidis), Valentin Madouas, David Gaudu, Romain Grégoire (alle Groupama-FDJ) und Kévin Vauquelin (Arkéa-B&B Hotels).
| UCI WorldTeams | UCI WorldTeams                  | UCI WorldTeams | UCI WorldTeams          | UCI WorldTeams | UCI WorldTeams          | UCI ProTeams | UCI ProTeams           |
| -------------- | ------------------------------- | -------------- | ----------------------- | -------------- | ----------------------- | ------------ | ---------------------- |
| ADC            | Alpecin-Deceuninck              | IGD            | Ineos Grenadiers        | DFP            | Team Picnic PostNL      | IPT          | Israel-Premier Tech    |
| ARK            | Arkéa-B&B Hotels                | GFC            | Intermarché-Wanty       | TVL            | Team Visma-Lease a Bike | LOT          | Lotto                  |
| TBV            | Bahrain Victorious              | LTK            | Lidl-Trek               | UAD            | UAE Team Emirates-XRG   | Q36          | Q36.5 Pro Cycling Team |
| COF            | Cofidis                         | MOV            | Movistar Team           | XAT            | XDS Astana Team         | UXM          | Uno-X Mobility         |
| DAT            | Decathlon AG2R La Mondiale Team | RBH            | Red Bull-Bora-hansgrohe |                |                         |              |                        |
| EFE            | EF Education-EasyPost           | SOQ            | Soudal Quick-Step       |                |                         |              |                        |
| GFC            | Groupama-FDJ                    | JAY            | Team Jayco AlUla        |                |                         |              |                        |

## Streckenführung
Mit einer Länge von 213 Kilometern war die Strecke unwesentlich kürzer als jene des Vorjahres. Die zusätzliche Schleife in der finalen Rennphase wurde auch bei der 19. Austragung beibehalten. Die Streckenführung umfasste insgesamt 16 Schotter-Sektoren, die mit 81,7 Kilometern 38,3 Prozent der Gesamtdistanz ausmachten.
Als Start- und Zielort diente erneut Siena, ehe die Strecke in Richtung Süden durch die hüglige Toskana führte. Bereits nach 14,2 Kilometern erreichten die Fahrer mit dem Sektor Vidritta den ersten Schotter-Abschnitt, der im Vergleich zum Vorjahr um 2,3 Kilometer verlängert worden war. Nach einem kurzen Asphalt-Abschnitt folgte der ansteigende Schotteranstieg von Bagnaia, ehe mit Radi und La Piana zwei weitere Sektoren auf den ersten 50 Kilometern absolviert werden mussten. Bei Kilometer 63,8 erreichten die Fahrer mit Montalcino (462 m) den höchsten Punkt des Rennens. Nun folgten auf dem Rückweg gen Norden mit dem Lucignano d’Asso und dem Pieve a Salti zwei lange Sektoren, wobei letzterer großteils abschüssig verlief. Neu im Programm war der 9,3 Kilometer lange Sektor Serravalle, der auch im Rahmen des Giro d’Italia 2025 befahren werden soll.
Etwa zur Hälfte der Renndistanz folgte die Kombination der Sektoren San Martino in Grania und Monte Sante Marie, die in den vergangenen Jahren meist das Finale eingeläutet hatten. Nach 15 asphaltierten Kilometern wurden nun die drei kurzen, aber steilen Schotterpisten des Monteaperti, Colle Pinzuto und Le Tolfe befahren. Die Kombination begann jedoch bereits rund 55 Kilometer vor dem Ziel, ehe die Fahrer die Strada del Castagno in Angriff nahmen, die sie östlich von Siena in Richtung Norden leitete. Nach 12,5 asphaltierten Kilometern folgte der abschüssige Montechiaro-Sektor, der die Fahrer zurück zum Colle Pinzuto führte. Dieser wurde ebenso wie die Schotterrampe Le Tolfe im Finale ein zweites Mal überquert. 11,8 Kilometer vor dem Ziel wurde der finale Schotterabschnitt verlassen und die Strecke führte aus nördlicher Richtung ins Zentrum von Siena. Auf dem letzten Kilometer musste zunächst die kurze, enge und bis zu 16 % steile Via Santa Caterina bezwungen werden, ehe das Rennen leicht abschüssig auf dem Piazza del Campo endete.
| #  | Sektoren              | km    | Länge (in km) | Schwierigkeit |
| -- | --------------------- | ----- | ------------- | ------------- |
| 1  | Vidritta              | 14,2  | 4,4           | ★             |
| 2  | Bagnaia               | 19,2  | 4,8           | ★★★           |
| 3  | Radi                  | 30,1  | 4,4           | ★★            |
| 4  | La Piana              | 40,7  | 6,4           | ★★            |
| 5  | Lucignano d’Asso      | 73    | 11,9          | ★★★★          |
| 6  | Pieve a Salti         | 86    | 8             | ★★★★          |
| 7  | Serravalle            | 99,9  | 9,3           | ★★★           |
| 8  | San Martino in Grania | 110,8 | 9,4           | ★★★★★         |
| 9  | Monte Sante Marie     | 129,1 | 11,5          | ★★★★★         |
| 10 | Monteaperti           | 158,4 | 0,6           | ★★            |
| 11 | Colle Pinzuto         | 163,8 | 2,4           | ★★★★          |
| 12 | Le Tolfe              | 170   | 1,1           | ★★★★          |
| 13 | Strada del Castagno   | 173,9 | 0,7           | ★★            |
| 14 | Montechiaro           | 187,2 | 3,3           | ★★            |
| 15 | Colle Pinzuto         | 191,9 | 2,4           | ★★★★          |
| 16 | Le Tolfe              | 200,2 | 1,1           | ★★★★          |
|    | Ziel                  | 213   |               |               |

## Rennverlauf und Ergebnis
Matej Mohorič (Bahrain Victorious) ging als einziger Fahrer nicht an den Start. In der frühen Rennphase lösten sich mit Connor Swift (Ineos Grenadiers), Albert Philipsen (Lidl-Trek), Lewis Askey (Groupama-FDJ), Johan Price-Pejtersen (Alpecin-Deceuninck), Stan Dewulf (Decathlon AG2R la Mondiale), Simone Petilli (Intermarché-Wanty), Pepijn Reinderink (Soudal Quick-Step), Anders Foldager (Jayco AlUla), Mark Donovan (Q36.5) und Fabian Weiss (Tudor) zehn Fahrer vom Hauptfeld, die einen maximalen Vorsprung von rund fünf Minuten herausfahren konnten. Weiters musste der Franzose David Gaudu (Groupama-FDJ) nach einem Sturz aufgeben. Auf den ersten längeren Schotter-Sektoren bestimmte das UAE Team Emirates-XRG das Tempo im Peloton, wobei sich am Ende des Sektors von San Martino in Grania nur noch rund 50 Fahrer im Hauptfeld befanden. Der Vorsprung der Ausreißergruppe, die zwischenzeitlich zerfallen war, hatte sich zudem auf nur noch etwas mehr als eine Minute reduziert.
Rund 80 Kilometer vor dem Ziel forcierten Isaac Del Toro und Tim Wellens (beide UAE Team Emirates-XRG) das Tempo für ihren Kapitän Tadej Pogačar. Den Angriff auf dem Schotterabschnitt des Monte Sante Marie lancierte jedoch zunächst Thomas Pidcock (Q36.5), ehe er von dem amtierenden Weltmeister gekontert wurde. Die beiden setzten sich nun von den restlichen Fahrern ab und schlossen rasch die Lücke zu den verbliebenen Ausreißern, wobei ihnen Brite Connor Swift als einziger Fahrer folgen konnte. Hinter dem Spitzentrio formierte sich nun eine größere Verfolgergruppe, in der neben einigen Fahrern der ursprünglichen Ausreißergruppe auch Lennert Van Eetvelt (Lotto), Ben Healy, Michael Valgren (beide EF Education-EasyPost), Pello Bilbao (Bahrain Victorious), Roger Adrià (Red Bull-Bora-hansgrohe), Magnus Cort Nielsen (Uno-X Mobility) und Gianni Vermeersch (Alpecin-Deceuninck) vertreten waren. Der Rückstand der Verfolger wuchs jedoch rasch auf rund eine Minute an.
52 Kilometer vor dem Ziel kam Tadej Pogačar an erster Position liegend in einer schnellen Linkskurve zu Sturz und schlitterte über die Fahrbahn, ehe er im nahegelegenen Straßengraben zu liegen kam. Thomas Pidcock konnte seine Fahrt unbeschwert fortsetzen, während Connor Swift einen Sturz nur mit Mühe verhindern konnte und auch in den Grünstreifen fuhr. Trotz seines Sturzes konnte Tadej Pogačar seine Fahrt rasch fortsetzen und schloss nach dem Sektor des Colle Pinzuto rund 46 Kilometer vor dem Ziel zu Thomas Pidcock auf, der das Tempo etwas gedrosselt hatte. Connor Swift hingegen konnte den Kontakt zu dem Spitzenduo nicht mehr herstellen und wurde wenig später von der ersten Verfolgergruppe gestellt.
Die nachfolgenden Schotter-Sektoren absolvierten Tadej Pogačar und Thomas Pidcock gemeinsam, ehe der Weltmeister 18 Kilometer vor dem Ziel in der zweiten Auffahrt des Colle Pinzuto antrat und den Briten distanzierte. Tadej Pogačar baute seinen Vorsprung rasch auf mehr als 30 Sekunden aus und gewann seine dritte Strade Bianche schlussendlich mit einem Vorsprung von einer Minute und 24 Sekunden. Dahinter setzte sich Tim Wellens im Anstieg des Colle Pinzuto von den restlichen Verfolgern ab und erreicht das Ziel als Dritter mit einem Rückstand von zwei Minuten und zwölf Sekunden.
| Platz | Fahrer              | Nation | Team                    | Zeit                   |
| ----- | ------------------- | ------ | ----------------------- | ---------------------- |
| 01.   | Tadej Pogačar       | SLO    | UAE Team Emirates-XRG   | 5:13:58 h (40,70 km/h) |
| 02.   | Thomas Pidcock      | GBR    | Q36.5 Pro Cycling Team  | + 1:24 min             |
| 03.   | Tim Wellens         | BEL    | UAE Team Emirates-XRG   | + 2:12 min             |
| 04.   | Ben Healy           | IRL    | EF Education-EasyPost   | + 3:23 min             |
| 05.   | Pello Bilbao        | ESP    | Bahrain Victorious      | + 4:20 min             |
| 06.   | Magnus Cort Nielsen | DEN    | Uno-X Mobility          | + 4:26 min             |
| 07.   | Gianni Vermeersch   | BEL    | Alpecin-Deceuninck      | + 4:29 min             |
| 08.   | Michael Valgren     | DEN    | EF Education-EasyPost   | + 4:37 min             |
| 09.   | Lennert Van Eetvelt | BEL    | Lotto                   | + 4:47 min             |
| 10.   | Roger Adrià         | ESP    | Red Bull-Bora-hansgrohe | + 5:06 min             |

## Vergabe der UCI-Punkte
Die Strade Bianche 2025 ist Teil der UCI WorldTour 2025. Nach dem Rennen wurden UCI-Punkte vergeben, die sich auf die Platzierung der Fahrer und Mannschaften im UCI-Ranking auswirkten. Die Punktevergabe erfolgte nach folgendem Schlüssel:
| Platzierung  | 1.  | 2.  | 3.  | 4.  | 5.  | 6.  | 7.  | 8.  | 9. | 10. | Anmerkung                               |
| ------------ | --- | --- | --- | --- | --- | --- | --- | --- | -- | --- | --------------------------------------- |
| Tageswertung | 400 | 320 | 260 | 220 | 180 | 140 | 120 | 100 | 80 | 68  | gestaffelt bis zum 60. Platz (2 Punkte) |